# Buenavista, Sabanilla
Buenavista är en ort i Mexiko.   Den ligger i kommunen Sabanilla och delstaten Chiapas, i den sydöstra delen av landet, 700 km öster om huvudstaden Mexico City. Buenavista ligger 597 meter över havet och antalet invånare är 1 229.
Terrängen runt Buenavista är bergig åt sydväst, men åt nordost är den kuperad. Buenavista ligger nere i en dal. Runt Buenavista är det ganska tätbefolkat, med 60 invånare per kvadratkilometer. Närmaste större samhälle är Simojovel de Allende, 11,7 km väster om Buenavista. I omgivningarna runt Buenavista växer i huvudsak städsegrön lövskog.